# Neuenbürg
Neuenbürg là một thị trấn thuộc huyện Enz, bang Baden-Württemberg, Đức. Nơi đây nằm bên bờ sông Enz, cách Pforzheim 10 km về phía tây nam.